# Alexis zu Bentheim und Steinfurt

Alexis Fürst zu Bentheim und Steinfurt als Bonner Preuße, um 1868

Alexis Fürst zu Bentheim und Steinfurt, vollständiger Name Alexis Carl Ernst Louis Ferdinand Eugen Bernhard Fürst zu Bentheim und Steinfurt (* 17. November 1845 in Burgsteinfurt; † 21. Januar 1919 ebenda) war ein deutscher Standesherr und preußischer Generalleutnant, sowie seit 1890 4. Fürst zu Bentheim und Steinfurt.

## Leben
Alexis zu Bentheim und Steinfurt war ein Sohn des Fürsten Ludwig zu Bentheim und Steinfurt (1812–1890) und dessen Ehefrau Bertha, geborene Prinzessin zu Hessen-Philippsthal-Barchfeld (1818–1888).
Er besuchte das Gymnasium in Burgsteinfurt und die Rheinische Friedrich-Wilhelms-Universität Bonn, wo er Mitglied des Corps Borussia Bonn war. Im Mai 1866 wurde er Sekondeleutnant im Hannoverschen Garde-Husaren-Regiment und nahm im gleichen Jahr während des Krieges gegen Preußen an der Schlacht bei Langensalza teil. Als solcher wurde Bentheim am 4. Januar 1868 mit Patent vom 25. März 1867 in die Preußische Armee übernommen und im Königs-Husaren-Regiment (1. Rheinisches) Nr. 7 angestellt. Mit diesem Regiment kämpfte Bentheim 1870/71 im Krieg gegen Frankreich in den Schlachten bei Gravelotte, Amiens, an der Hallue sowie bei Bapaume. Auch nahm er an der Belagerung von Metz teil und erhielt das Eiserne Kreuz II. Klasse.
1873 avancierte er zum Premierleutnant, 1875 zum Rittmeister und Eskadronchef im Regiment der Gardes du Corps. Am 11. November 1884 trat mit dem Charakter als Major zu den Offizieren à la suite der Armee über, wurde 1892 Oberstleutnant, 1895 Oberst, 1899 Generalmajor. Im Februar 1902 verlieh Wilhelm II. Bentheim die Uniform des Regiments Gardes du Corps. Außerdem erhielt er am 11. September 1907 noch den Charakter als Generalleutnant.
Bereits 1890 trat Bentheim die Nachfolge seines Vaters als Chef des fürstlichen Hauses an. Er war erbliches Mitglied des Preußischen Herrenhauses und der württembergischen Kammer der Standesherren. Auch war er Kommendator der hannoverschen Genossenschaft des Johanniterordens. Sein Nachfolger als Familienoberhaupt wurde sein Sohn Viktor Adolf zu Bentheim-Steinfurt (1883–1961).

## Ehe und Nachkommen
Im Jahr 1881 heiratete er Pauline zu Waldeck und Pyrmont (1855–1925). Aus der Ehe gingen acht Kinder hervor.
- Eberwyn (1882–1949)

⚭ 1906–1914 Pauline Langenfeld (1884–1970)
⚭ 1918–1919 Ellen Bischoff-Korthaus (1894–1936)
⚭ 1920 Anne-Louise Husser (1891–1951)
- Viktor Adolf (1883–1961)

⚭ 1920–1925 Stephanie von Schaumburg-Lippe (1899–1925)
⚭ 1931 Rosa Helene zu Solms-Hohensolms-Lich (1901–1963)
- Karl Georg (1884–1951)

⚭ 1914 Margarete zu Schönaich-Carolath (1888–1980)
- Elisabeth (1886–1959)
- Victoria (1887–1961)
- Emma (1889–1905)
- Alexis Rainer (1891–1923)
- Friedrich (1894–1981)

⚭ 1934 Louise von Gülich (1893–1949).